# فابيو بيتينكورت دا كوستا
فابيو بيتينكورت دا كوستا هو لاعب كرة قدم برازيلي، ولد في 16 مايو 1977 في دوق دي كاكسياس في البرازيل. لعب مع ماميلودي صن داونز ونادي فلومينينسي.